# Eccellenza Toscana 1991-1992
Il campionato italiano di calcio di Eccellenza regionale 1991-1992 è stato il primo organizzato in Italia. Rappresenta il sesto livello del calcio italiano.
Questo è il campionato regionale della regione Toscana.

## Squadre partecipanti
| Squadra                   | Città                          |
| ------------------------- | ------------------------------ |
| A.C. Alabastri Volterra   | Volterra (PI)                  |
| U.P. Bibbienese           | Bibbiena (AR)                  |
| A.S. Calzaturieri         | Santa Maria a Monte (PI)       |
| U.S. Castelnuovo          | Castelnuovo di Garfagnana (LU) |
| A.S. Certaldo             | Certaldo (FI)                  |
| Pol. Firenze Ovest        | Firenze (FI)                   |
| A.C. Foiano               | Foiano della Chiana (AR)       |
| U.S. Forte dei Marmi      | Forte dei Marmi (LU)           |
| A.S. Fortis Juventus 1909 | Borgo San Lorenzo (FI)         |
| U.S. Fucecchio            | Fucecchio (FI)                 |
| U.S. Grassina             | Grassina (FI)                  |
| A.S. Livorno              | Livorno (LI)                   |
| U.S. Perignano            | Lari (Italia) (PI)             |
| U.S. Pontassieve          | Pontassieve (FI)               |
| A.C. Sangiovannese        | San Giovanni Valdarno (AR)     |
| G.S. Staggia              | Staggia Senese (SI)            |
| G.S. Tuttocalzatura       | Castelfranco di Sotto (PI)     |
| A.S. Venturina            | Venturina (LI)                 |

## Classifica finale
|  | Pos. | Squadra            | Pt | G  | V  | N  | P  | GF | GS | DR  |
|  | ---- | ------------------ | -- | -- | -- | -- | -- | -- | -- | --- |
|  | 1.   | Livorno            | 57 | 34 | 24 | 9  | 1  | 58 | 12 | +46 |
|  | 2.   | Pontassieve        | 41 | 34 | 12 | 17 | 5  | 27 | 18 | +9  |
|  | 3.   | Staggia            | 39 | 34 | 15 | 9  | 10 | 45 | 33 | +12 |
|  | 4.   | Tuttocalzatura     | 37 | 34 | 11 | 15 | 8  | 30 | 21 | +9  |
|  | 5.   | Certaldo           | 37 | 34 | 10 | 17 | 7  | 26 | 22 | +4  |
|  | 6.   | Grassina           | 37 | 34 | 11 | 15 | 8  | 22 | 18 | +4  |
|  | 7.   | Foiano             | 35 | 34 | 11 | 13 | 10 | 30 | 34 | -4  |
|  | 8.   | Sangiovannese      | 34 | 34 | 10 | 14 | 10 | 35 | 32 | +3  |
|  | 9.   | Fortis Juventus    | 34 | 34 | 8  | 18 | 8  | 22 | 26 | -4  |
|  | 10.  | Castelnuovo        | 34 | 34 | 12 | 10 | 12 | 28 | 34 | -6  |
|  | 11.  | Perignano          | 32 | 34 | 10 | 12 | 12 | 24 | 27 | -3  |
|  | 12.  | Venturina          | 32 | 34 | 8  | 16 | 10 | 24 | 29 | -5  |
|  | 13.  | Calzaturieri       | 31 | 34 | 7  | 17 | 10 | 30 | 29 | +1  |
|  | 14.  | Forte dei Marmi    | 31 | 34 | 7  | 17 | 10 | 32 | 40 | -8  |
|  | 15.  | Firenze Ovest      | 31 | 34 | 5  | 21 | 8  | 26 | 30 | -4  |
|  | 16.  | Fucecchio          | 25 | 34 | 4  | 17 | 13 | 23 | 43 | -20 |
|  | 17.  | Bibbienese         | 23 | 34 | 7  | 9  | 18 | 21 | 39 | -18 |
|  | 18.  | Alabastri Volterra | 22 | 34 | 5  | 12 | 17 | 26 | 42 | -16 |

### Spareggi

#### Spareggio salvezza
| Squadra 1       | Risultato       | Squadra 2     |
| --------------- | --------------- | ------------- |
| Forte dei Marmi | ? - ? (?-? dcr) | Firenze Ovest |

| ??? 1992                                     | Forte dei Marmi      | ? – ? | Firenze Ovest |  |
| \| \| \| \| \| \| Tiri di rigore ? – ? \| \| |                      |       |               |  |
|                                              |                      |       |               |  |
|                                              | Tiri di rigore ? – ? |       |               |  |

### Verdetti finali
- Il Pontassieve è successivamente ammesso al Campionato Nazionale Dilettanti a completamento organici.
- Firenze Ovest (dopo spareggio con il Forte dei Marmi), Fucecchio, Bibbienese e Alabastri Volterra retrocesse in Promozione.